# Thomas Maxfield
Pour les articles homonymes, voir Maxfield.
Thomas Maxfield, (alias Macclesfield) né dans le Staffordshire et mort le 1er juillet 1616 à Tyburn, Londres en Angleterre, est un prêtre catholique anglais, accusé de trahison et exécuté sous le règne de Jacques Ier. 

## Biographie
Né dans une famille demeurée fidèle à l'Église catholique et dont le père sera condamné à mort en 1587 pour avoir fait partie du réseau venant en aide aux prêtres catholiques, ne pouvant étudier la théologie catholique chez lui, et pour échapper aux interdits frappant le catholicisme en Angleterre, il doit se rendre sur le continent pour devenir prêtre. Il rejoint le collège anglais de Douai en 1602. De santé fragile ses études prennent plus de temps que prévu. Il est ordonné prêtre seulement en 1614. De retour en Angleterre il exerce comme prêtre dans la région de Londres avant d'être capturé quelques mois à peine après son retour. Gardé en prison il tente de s'enfuir mais échoue. Malgré l'intervention de l'Ambassadeur d'Espagne cherchant à lui sauver la vie il est condamné à mort et subit le traitement réservé au traître à savoir pendaison, éviscération et écartèlement. Au moment de son exécution il est accompagné en procession tout au long du parcours vers la potence par des Espagnols présents à Londres. L'exécution d'un prêtre, même catholique, semble avoir créé un problème de conscience chez son bourreau, qui adoucira le traitement en attendant qu'il meurt avant de l'éviscérer.

## Vénération
Reconnu comme un martyr catholique, il est béatifié en 1929 par le pape Pie XI. Figurant dans la liste des martyrs de Douai et sur celle des Cent sept martyrs d'Angleterre et du pays de Galles il est vénéré par l'Église catholique le 1er juillet.